# مقاطعة فلويد (إنديانا)
مقاطعة فلويد (بالإنجليزية: Floyd County, Indiana)‏ هي إحدى مقاطعات ولاية إنديانا في الولايات المتحدة. تأسست سنة 1819، بلغ عدد سكانها 75283 نسمة في عام 2010 حسب إحصاء مكتب تعداد الولايات المتحدة وتصل الكثافة السكانية فيها 194.57 نسمة/كم2.

## معرض صور

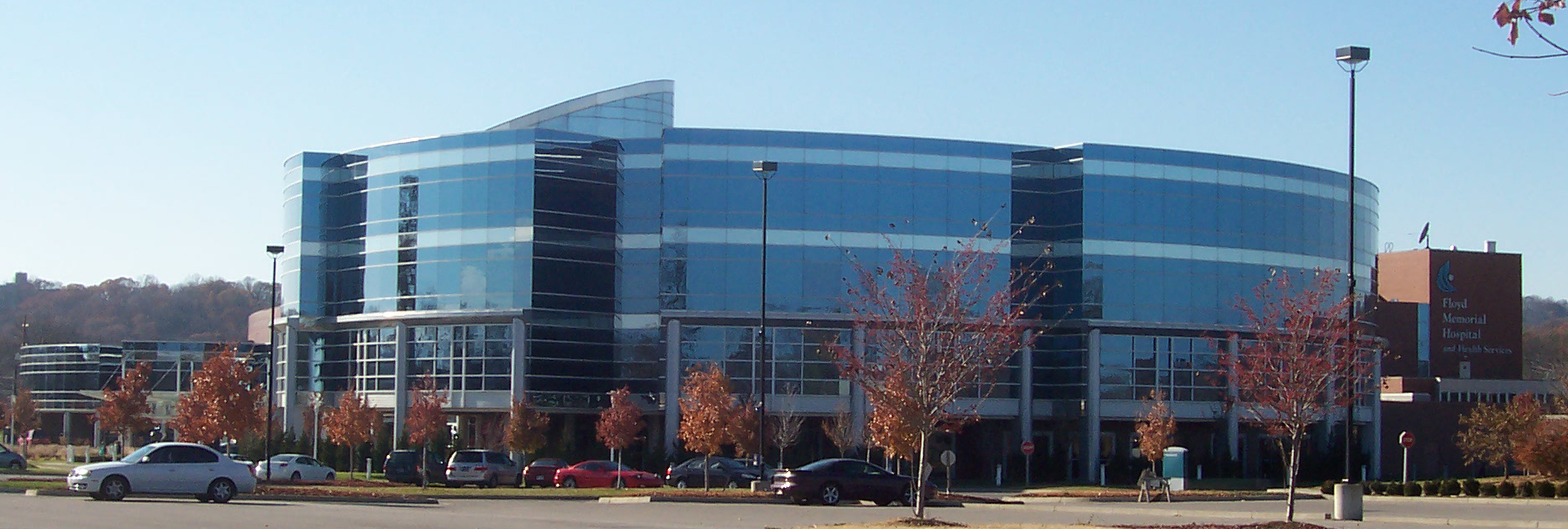
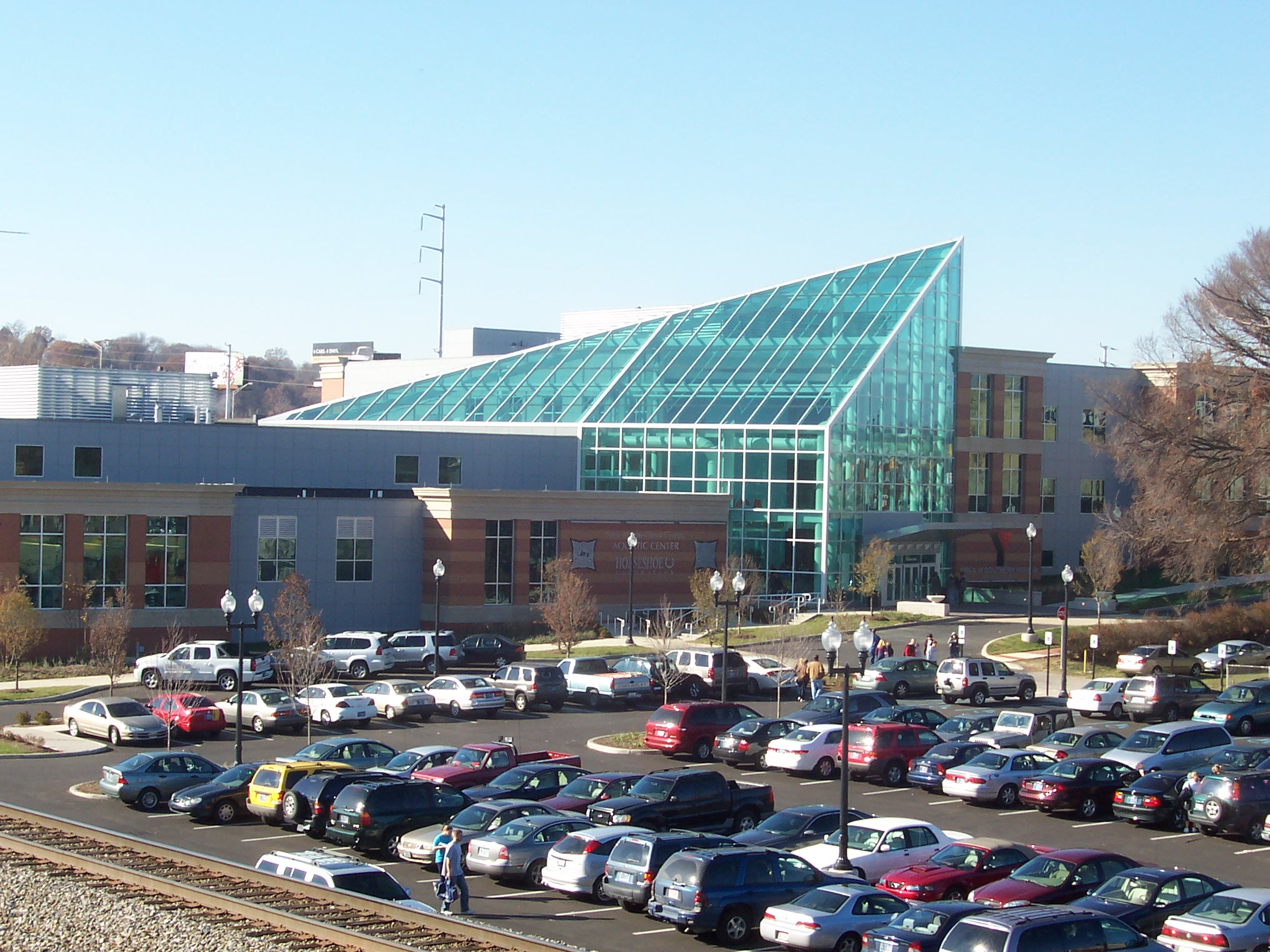
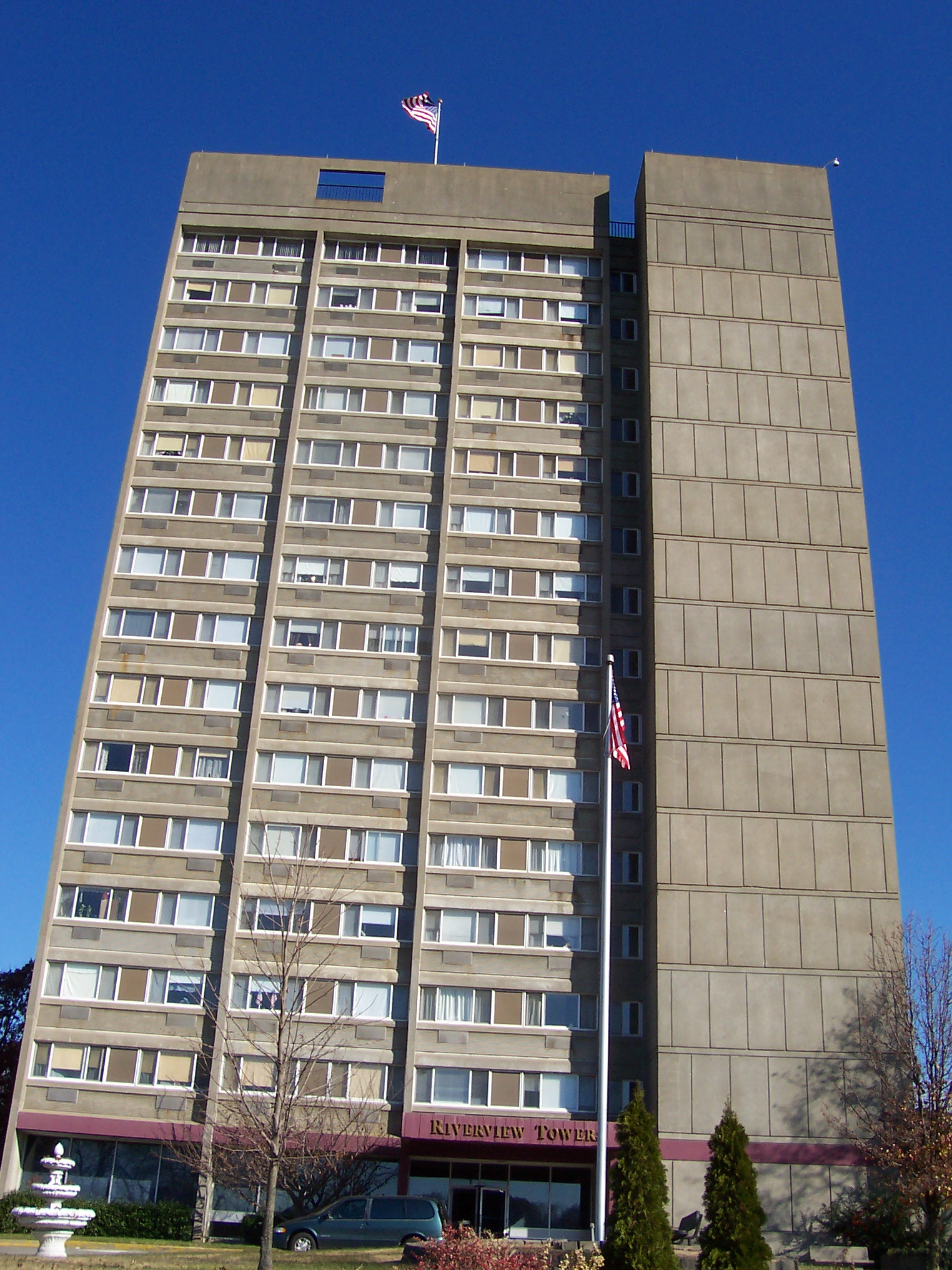

## أعلام
- جوزيف ريتر

## وصلات خارجية
- www.floydcounty.in.gov
- United States Counties